# Туксі
Ту́ксі (ест. Tuksi küla, швед. Bergsby) — село в Естонії, у волості Ляене-Ніґула повіту Ляенемаа.

## Населення
У 1944 році в селі мешкало 91 особа.
Чисельність населення на 31 грудня 2011 року становила 13 осіб.

## Географія
Село розташовується на відстані 39 км від Хаапсалу та 23 км на північ від Пюрксі.
Через населений пункт проходить автошлях 16128 (Туксі — Спітгамі).

## Історія
З 1998 року для села затверджена друга офіційна назва шведською мовою — Bergsby.
До 21 жовтня 2017 року село входило до складу волості Ноароотсі.